# Dulowa
Dulowa je vesnice v severozápadní části Malopolského vojvodství. V roce 2010 měla 1 420 obyvatel.

## Infrastruktura
- Železnična stanica Dulowa
- škola
- hřiště
- sbor dobrovolných hasičů
- čerpací stanice
- domov důchodců